# Anastrepha obscura
Anastrepha obscura
 es una especie de insecto díptero que Aldrich describió científicamente por primera vez en el año 1925.
Esta especie pertenece al género Anastrepha de la familia Tephritidae.